# Рудько Георгій Ілліч
Рудько́ Гео́ргій Іллі́ч (24 березня 1952 — 14 січня 2025) — доктор геолого-мінералогічних наук, доктор географічних наук, доктор технічних наук, професор, академік Академії наук Вищої школи України, академік Академії гірничих наук України, лауреат Державної премії України в галузі науки і техніки (2014).

## З життєпису
Народився 24 березня 1952 р. у с. Шуга Тюменської області (Росія).
У 1974 р. закінчив геологічний факультет Львівського державного університету ім. І. Я. Франка.
Голова Державної комісії України по запасах корисних копалин.
Професор Рудько є засновником медичної геоекології[джерело?].
Автор понад 500 наукових праць, з них 62 монографії, понад 40 методичних розробок для геологорозвідувальної галузі, 15 підручників для вузів та регіональні програми. Під його керівництвом захищено 2 докторські та 7 кандидатських дисертацій.
Пішов з життя 14 січня 2025 року.